# Palm Beach Cup
Il Palm Beach Cup è stato un torneo femminile di tennis giocato dal 1982 al 1985. Si è disputato al Frenchman's Creek Beach & Country Club di Palm Beach Gardens negli USA su campi in terra rossa.

## Albo d'oro

### Singolare
| Anno          | Campionessa       | Finalista       | Punteggio     |
| ------------- | ----------------- | --------------- | ------------- |
| 1982          | Chris Evert-Lloyd | Andrea Jaeger   | 6–1, 7–5      |
| 1983          | Chris Evert-Lloyd | Andrea Jaeger   | 6–3, 6–3      |
| 1984          | Non disputato     | Non disputato   | Non disputato |
| 1985 (marzo)  | Kathleen Horvath  | Petra Delhees   | 3–6, 6–3, 6–3 |
| 1985 (aprile) | Chris Evert       | Hana Mandlíková | 6-3, 6-3      |

### Doppio
| Anno          | Campionesse                      | Finaliste                              | Punteggio     |
| ------------- | -------------------------------- | -------------------------------------- | ------------- |
| 1982          | Rosemary Casals / Wendy Turnbull | Evonne Goolagong Cawley / Betty Stöve  | 6–1, 7–6      |
| 1983          | Barbara Potter / Sharon Walsh    | Kathy Jordan / Paula Smith             | 6–4, 4–6, 6–2 |
| 1984          | Non disputato                    | Non disputato                          | Non disputato |
| 1985 (marzo)  | Joanne Russell / Anne Smith      | Laura Gildemeister / Gabriela Sabatini | 1–6, 6–1, 7–6 |
| 1985 (aprile) | Non disputato                    |                                        |               |